# Giacomo Guidi (archeologo)
Giacomo Guidi (Roma, 2 agosto 1884 – Tripoli, 1º novembre 1935) è stato un archeologo italiano.
Nonostante la breve carriera fu particolarmente attivo negli scavi archeologici della Libia italiana ed in particolare a Leptis Magna e Sabratha.

## Biografia
Nacque a Roma il 2 agosto 1884 da Ignazio Guidi, esponente dell'alta borghesia e noto orientalista, e Carolina Guerrieri; aveva un fratello minore, Michelangelo, nato nel 1886. Terminati gli studi presso il collegio Nazareno, si diplomò in teologia presso il seminario romano e studiò pianoforte presso l'Accademia Nazionale di Santa Cecilia, trascorrendo due inverni a Vienna per perfezionarsi presso la scuola di Teodor Leszetycki.
Si iscrisse alla Facoltà di Lettere dell'Università degli Studi di Roma "La Sapienza" e dopo un primo interesse verso la letteratura tedesca si dedicò all'archeologia e alla storia dell'arte, laureandosi nel 1917 con una tesi sulla corazza dell'Augusto di Prima Porta. Fu allievo, tra gli altri, di Emanuel Löwy, Lucio Mariani e Adolfo Venturi.
Dopo la laurea fu allievo della Scuola di archeologia di Roma dal 1917 al 1919 e poi della Scuola archeologica di Atene dal 1919 al 1921. In Grecia seguì i corsi di Alessandro Della Seta, approfondendo la storia dell'arte antica e la topografia ateniese, e compì escursioni in Peloponneso, Focide, Beozia, Creta, Rodi e Coo.
Tornato a Roma insegnò greco moderno presso la scuola serale di lingue orientali viventi, frequentata in larga parte da studenti in preparazione per il concorso alla Scuola archeologica ateniese. Nel 1923 tenne una serie di conferenze negli Stati Uniti d'America per diffusione della cultura italiana mentre nel 1924 insegnò letteratura e storia dell'arte presso la Columbia University di New York.
Fu assunto dal Ministero delle colonie nel 1925 come ispettore straordinario dei monumenti e degli scavi presso la Soprintendenza archeologica della Cirenaica, esplorando inizialmente gli scavi archeologici di Cirene, rinvenendo numerose sculture e i frammenti di una testa maschile barbata (identificata come una copia del perduto Zeus Olimpio di Fidia). Nel 1927 Roberto Paribeni lo pose a capo di una missione archeologica in Transgiordania, dove si occupò degli scavi sull'acropoli di Amman. Fu inoltre professore incaricato di archeologia e storia dell'arte presso l'Università degli Studi di Pavia nell'anno accademico 1927-1928.
Nel 1928 fu nominato alla direzione della Soprintendenza ai monumenti e scavi della Tripolitania, succedendo a Renato Bartoccini, dove si occupò prevalentemente degli scavi presso Leptis Magna e Sabratha. A Leptis Magna proseguì gli scavi della basilica e del foro severiani, delle terme della Caccia, del calcidico, del vecchio foro, del decumano (con gli archi di Tiberio e Traiano), della via colonnata severiana con ninfeo, del porto e in parte del teatro augusteo, adoperandosi inoltre per la scoperta del mercato e per il recupero dell'arco quadrifronte di Settimio Severo, ricercando i frammenti marmorei del rilievo decorativo e iniziando l'anastilosi delle colonne. A Sabratha invece portò alla luce il tempio di Iside, le terme di Oceano, parte della cinta muraria bizantina col tempio di Ercole e la casa dell'attore tragico; si occupò inoltre di curare il restauro del teatro, fortemente voluto dal governatore della Libia Italo Balbo. Pubblicò i risultati dei suoi scavi nella rivista Africa italiana, edita dal Ministero delle colonie. Riordinò inoltre i musei di Leptis Magna, Sabratha oltre che il Museo archeologico di Tripoli, allestito nel bastione di San Giorgio del castello Rosso, di cui diresse il restauro.
Fu socio corrispondente dell'Istituto archeologico germanico e collaborò all'Enciclopedia italiana Treccani.
Il 1º novembre 1935 fu nominato direttore della Soprintendenza alle antichità di Padova ma non fece in tempo a ricoprire la carica poiché morì il 9 maggio 1936 a Tripoli per una meningite.